# ترخس تركستاني
ترخس تركستاني (الاسم العلمي:Trechus turkestanicus) هو نوع من الحشرات يتبع جنس الترخس من فصيلة الخنافس الأرضية.